# WCAU
WCAU est une station de télévision américaine située à Philadelphie, dans l'État de la Pennsylvanie appartenant à NBC Universal et est affiliée au réseau de télévision NBC. Ses studios sont situés entre Philadelphie et Bala Cynwyd, tandis que l'émetteur hertzien est situé dans le quartier Roxborough, dont le signal de 700 kW rejoint la Vallée du Delaware incluant Philadelphie, la partie centrale et sud du New Jersey et le Delaware.

## Histoire
Elle commence ses émissions le 23 mai 1948 en tant qu'affilié au réseau CBS et troisième télévision locale de Philadelphie. En 1994, CBS a signé un contrat avec Westinghouse Broadcasting (en), les propriétaires de KYW-TV (en) affilié au réseau NBC, qui a converti la station en affilié CBS. CBS Corporation a donc décidé de mettre WCAU en vente, que NBC a acheté et le changement d'affiliation a pris effet le 10 septembre 1995.

## Télévision numérique terrestre
Le signal numérique de la chaine est un multiplexé :
| Canal virtuel | Image | Ratio | Programmation                          |
| ------------- | ----- | ----- | -------------------------------------- |
| 10.1          | 1080i | 16:9  | Programmation principale WCAU / NBC HD |
| 10.2          | 480i  | 16:9  | Cozi TV                                |

Jusqu'au 20 décembre 2012, NBC Philadelphia NonStop était distribué en sous-canal numérique, qui a été remplacé par Cozi TV.
WCAU diffuse aussi un signal pour la télévision mobile au sous-canal 10.1, sous le nom de "NBC10"